# Taigete (astronomia)
Taigete, o Giove XX, è un satellite irregolare retrogrado di Giove.

## Scoperta
È stato scoperto nel 2000, da un team di astronomi dell'Università delle Hawaii guidati da Scott S. Sheppard. Al momento della scoperta ha ricevuto la designazione provvisoria S/2000 J 9.

## Denominazione
Nell'ottobre 2002, l'Unione Astronomica Internazionale (IAU) gli ha assegnato la denominazione ufficiale che fa riferimento a Taigete, una delle Pleiadi, figlia del titano Atlante e madre di Lacedemone, avuto da Zeus.

## Parametri orbitali
Taigete ha un diametro di circa 5 km e orbita attorno a Giove in 686,675 giorni, a una distanza media di 22,439 milioni di km, con un'inclinazione di 165° rispetto all'eclittica (163° rispetto all'equatore di Giove), in moto retrogrado e con un'eccentricità di 0,3678.
Taigete appartiene al Gruppo di Carme, satelliti irregolari e retrogradi che orbitano attorno a Giove ad una distanza compresa tra i 23 e i 24 milioni di km con una inclinazione di 165°. Presenta una colorazione rossastra simile a quella di Carme, con curva di luce (B−V=0,56; V−R=0,52).